# 638 sposobów na zabicie Castro
638 sposobów na zabicie Castro (oryg. ang. tytuł 638 ways to kill Castro) – brytyjski film dokumentalno-historyczny z 2006 roku w reżyserii Dollana Cannella.

## Opis
Film opowiada o próbach zabicia Fidela Castro. W filmie Fabian Escalante wyliczył, że próbowano przeprowadzić 638 zamachów, przeprowadzanych przez CIA oraz kubańskich uchodźców.

## Obsada
(za filmweb)
- Wayne Smith – on sam
- Enrique Encinosa – on sam
- Enrique Ovares – on sam
- Fabian Escalante – on sam
- Antonio Veciana – on sam
- Robert Maheu – on sam
- Howard Hunt – on sam
- Félix Rodríguez – on sam
- Ann Louise Bardach – ona sam
- Roseanne Nenninger Persaud – ona sam
- Sharon Persaud – ona sam
- Orlando Bosch – on sam
- Luis Clemente Faustino Posada Carriles – on sam
- Rodolfo Frómeta Caballero – on sam
- Teresita Frómeta – on sam